# Qastal Ma'af
Qastal Ma'af (tiếng Ả Rập: قسطل معاف) là một thị trấn ở phía tây bắc Syria, một phần hành chính của Tỉnh Latakia, nằm ở phía bắc Latakia. Các địa phương gần đó bao gồm Kesab ở phía bắc, Mashqita và Ayn al-Bayda ở phía nam và Rabia ở phía đông. Theo Cục Thống kê Trung ương Syria, Qastal Ma'af có dân số 585 trong cuộc điều tra dân số năm 2004. Đây là trung tâm hành chính của Qastal Ma'af nahiyah ("cấp dưới"), bao gồm 19 địa phương với dân số tập thể là 16.784 vào năm 2004. Cư dân của thị trấn chủ yếu là người Hồi giáo Turkmen Sunni, và cư dân của các ngôi làng xung quanh và tiểu khu chủ yếu là người Alawite.